# Хайдук (футбольный клуб, Кула)
«Хайдук Кула» (серб. ФK Хајдук Кула) — сербский футбольный клуб из города Кула в Западно-Бачском округе автономном крае Воеводина. Клуб основан в 1912 году под названием КАФК, домашние матчи проводит на стадионе «Хайдук», вмещающем 5 973 зрителей. Лучшим результатом команды являются 4-е места в чемпионате Югославии в сезоне 1996/97 и чемпионате Сербии и Черногории в сезоне 2005/06.

## Успехи
Большим успехом для клуба стало четвёртое место в Первой лиге Югославии и выход в четвертьфинал Кубка Югославии в сезоне 1996/97. Наилучший результат в европейских соревнованиях — третье место в своей группе (2 победы, 2 поражения) на Кубке Интертото 1997 года.

## Рекорды
Клуб одержал крупнейшую в своей истории победу в 2000 году, победив в матче с черногорским клубом «Сутьеска» со счётом 6:2. Лучшим бомбардиром в истории клуба является Деян Османович, забивший 16 голов в Первой лиге Югославии 1999/2000 годов, став на тот момент и лучшим бомбардиром Первой лиги Югославии. Больше всего раз за сезон появлялся на поле Мирко Радулович, сыграв 35 матчей в Первой лиге Югославии 1999—2000. Рекорд числа забитых за сезон мячей был установлен клубом в Первой лиге Югославии 2000/01 годов и равняется 45.

## Прежние названия
- 1912—1925 — «КАФК» (серб. КАФК)
- 1925—1941 — «Хайдук» (серб. Хајдук)
- 1941—1945 — «Молодость» (венг. Ifjúság)
- 1945—1949 — «Братство-Единство» (серб. Братство-Јединство)
- 1949—1992 — «Хайдук» (серб. Хајдук)
- 1992—2005 — «Хайдук Родич МБ» (серб. Хајдук Родић МБ)
- 2005—н. в. — «Хайдук» (серб. Хајдук)

## Достижения
- Первая лига Югославии
  - 4-е место: 1996/97
- Первая лига Сербии и Черногории
  - 4-е место: 2005/06
- Кубок Югославии
  - Четвертьфинал: 1996/97